# Správce
Správce je obecné označení jak pro společenskou funkci nebo pro konkrétního člověka či skupinu osob (společenskou instituci), která něco konkrétního spravuje (stará se, pečuje, udržuje apod.). Ve společenské praxi se může jednat o pestrou a různorodou škálu objektů materiální povahy (nejčastěji správce nemovitosti) nebo i nemateriální podstaty (například správce databáze, správce software apod.). 

## Příklady specializovaných správců
- školník – správce školní budovy
- domovník – správce bytového domu
- kurátor sbírky nebo kustod – správce muzejní sbírky nebo správce sportovního vybavení a náčiní
- kvestor – ekonomický a organizační správce univerzity (vysoké školy)
- štolba – správce konírny nebo hřebčína
- skladník – správce skladu
- knihovník – správce knihovny
- archivář – správce archivu

### V informatice a výpočetní technice
- správce počítačové sítě – správce počítačové sítě
- správce databáze